# Immortels (Empire byzantin)
Pour les articles homonymes, voir Immortels.
Les Immortels ou athanatoi (en grec Ἀθάνατοι) étaient une unité militaire d'élite des tagmata de l'Empire byzantin, créée à la fin du Xe siècle.

## Histoire
Les athanatoi étaient un corps de jeunes hommes issus de la noblesse, créé par Jean Ier Tzimiskès (r. 969-976) en 970 à l'occasion de la guerre avec les Rus', dans laquelle ils jouèrent un rôle décisif lors des batailles devant Preslav et pendant le siège de Dorystolon,. L'unité était commandée par un domestikos, comme la plupart des autres tagmata, et elle campait en campagne à côté des gardes impériaux, l’Hetaireia. L'historien contemporain Léon le Diacre décrit les athanatoi comme des cavaliers en armure, ou armés et parés d'or. Cette unité fut probablement démantelée à la mort de Tzimiskès car elle disparaît alors des sources. Basile II pourrait s'en être méfié en raison de leur proximité avec l'armée d'Orient qui s'est rebellée contre lui. 
Leur nom resurgit sous Michel VII Doukas (r. 1071–1078), lorsque son ministre Niképhoritzès réorganisa l'armée. Cette réorganisation s'inscrivait dans le cadre des réponses à la crise militaire majeure qui suivit la désastreuse défaite face aux Seldjoukides lors de la bataille de Manzikert en 1071. L'Asie Mineure, qui fournissait le gros des recrues, fut submergée par les Turcs. Les restes des troupes des thèmes orientaux formèrent alors les athanatoi, un nouveau régiment tagmatique — peut-être de cavalerie, sans que ce soit certain.
Les textes contemporains semblent les placer parmi les contingents étrangers, mais les spécialistes considèrent que l'unité était composée de Byzantins de naissance. Nicéphore Bryenne rapporte que les Immortels étaient 10 000, mais il s'agit très vraisemblablement d'une allusion aux antiques Immortels perses. Ils combattirent sous Alexis Comnène lors de la bataille de Kalavrya (1078) contre le général rebelle Nicéphore Bryenne. Ils sont en outre mentionnés lors des guerres contre les Petchénègues dans les années 1090, avant de disparaître comme une autre création contemporaine, les archontopouloi.